# Soronalan
Soronalan is een bestuurslaag in het regentschap Magelang van de provincie Midden-Java, Indonesië. Soronalan telt 2051 inwoners (volkstelling 2010).